# Frederick Howard

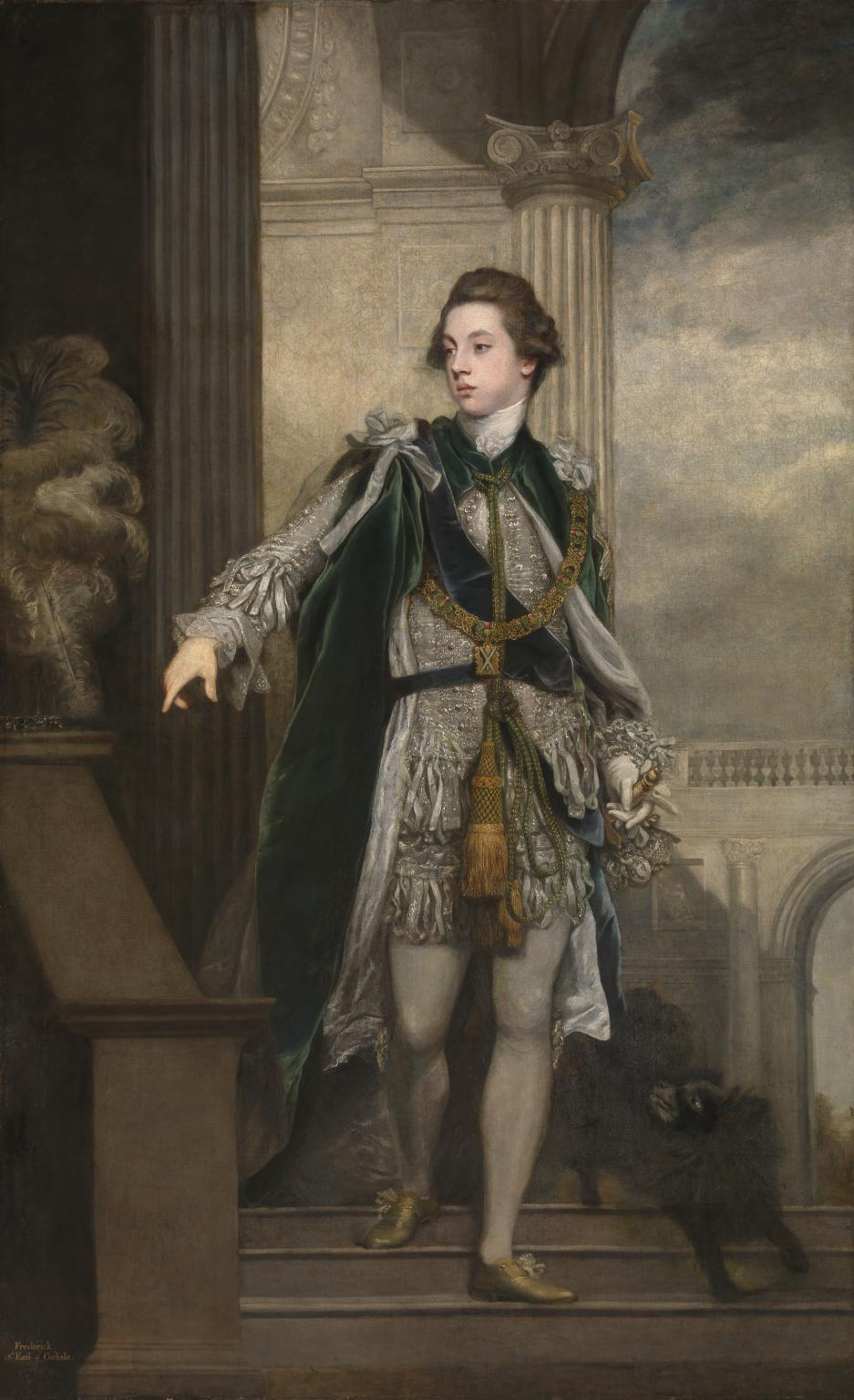
Lord Carlisle

Frederick Howard, 5. hrabia Carlisle KG, KT (ur. 28 maja 1748, zm. 4 września 1825) – brytyjski arystokrata, polityk, dyplomata i pisarz.

## Życiorys

### Wczesne lata życia
Był synem Henry’ego Howarda, 4. hrabiego Carlisle, i Isabelli Byron, córki 4. barona Byron. Jego kuzynem od strony matki był poeta George Gordon Byron. W 1798 r. Carlisle został mianowany jego opiekunem.
Frederick wychowował się pod okiem George’a Selwyna. Wykształcenie odebrał w Eton College (1754-1756) oraz w King’s College na Uniwersytecie Cambridge. Studia ukończył w 1764 r. Po śmierci ojca w 1758 r. odziedziczył tytuł 5. hrabiego Carlisle i po osiągnięciu wymaganego prawem wieku zasiadł w Izbie Lordów. Znany był z rozrzutnego trybu życia. W 1767 r. otrzymał Order Ostu.

### Kariera polityczna
Karierę polityczną Carlisle rozpoczął dopiero w 1776 r., kiedy to został skarbnikiem Dworu Królewskiego. W 1778 r. stanął na czele komisji wysłanej przez lorda Northa w celu odbycia negocjacji pokojowych z amerykańskimi koloniami. Misja zakończyła się niepowodzeniem, ale Carlisle otrzymał w 1779 r. stanowisko pierwszego lorda handlu. W 1780 r. otrzymał stanowisko Lorda Namiestnika Irlandii. Podczas swojej dwuletniej kadencji doprowadził do utworzenia irlandzkiego banku narodowego oraz rozwoju handlu.
Po powrocie do Wielkiej Brytanii w 1782 r. został Lordem Stewardem. W koalicyjnym rządzie Portlanda w 1783 r. był Lordem Tajnej Pieczęci. Po upadku tego gabinetu nigdy nie sprawował już stanowiska państwowego. W latach 1780–1782 i 1799-1807 był Lordem Namiestnikiem East Reading of Yorkshire. W 1793 r. otrzymał Order Podwiązki.

### Dalsze lata
Podczas kryzysu regencyjnego 1788 r. stanął po stronie księcia Walii. W 1791 r. skrytykował rząd Williama Pitta Młodszego za poparcie Turcji w jej konflikcie z Rosją. Po wybuchu wojen z rewolucyjną Francją był rzecznikiem zaangażowania militarnego Wielkiej Brytanii na kontynencie. W 1815 r. sprzeciwiał się wprowadzeniu ustaw zbożowych.
Lord Carlisle był autorem kilku traktatów politycznych, poematów oraz dwóch tragedii – The Father’s Revenge i The Stepmother.

## Rodzina
22 marca 1770 r. w Londynie poślubił lady Margaret Caroline Leveson-Gower (2 listopada 1753 – 27 stycznia 1824), córkę Granville’a Levesona-Gowera, 1. markiza Stafford, i lady Louisy Egerton, córki 1. księcia Bridgewater. Frederick i Margaret mieli razem czterech synów i sześć córek:
- Isabella Caroline Howard (3 września 1771 – 8 marca 1848), żona Johna Campbella, 1. barona Cawdor, miała dzieci
- George Howard (17 września 1773 – 7 października 1848), 6. hrabia Carlisle
- Charlotte Howard (1774)
- Susan Howard (1776 – 1783)
- Louisa Howard (1778 – 1781)
- Elizabeth Howard (13 listopada 1780 – 29 listopada 1825), żona Johna Mannersa, 5. księcia Rutland, miała dzieci
- William Howard (25 grudnia 1781 – 25 stycznia 1843)
- Gertrude Howard (1783 – 1870), żona Williama Sloane’a Stanleya
- Frederick Howard (6 grudnia 1785 – 15 czerwca 1815), ożenił się z Frances Lambton, miał dzieci. Zginął pod Waterloo
- Henry Edward John Howard (14 grudnia 1795 – 8 października 1868)